# レオナルド・ブラーボ
レオナルド・ブラーボ（Leonard Bravo, 1967年 - ）は、アルゼンチン出身のギタリスト。東村山市在住。既婚。1男あり。

## 来歴・人物
- アルゼンチン共和国ロサリオ市生れ、出身。妹がいる。
- 父リカルド・ブラーボはペインターで看板も描いたし普通の絵も描いた。セミプロの音楽家もしていた。
- 小学校の頃ウルトラセブンに夢中になる。
- 中学に入り本格的に音楽の練習を始める。
- 18歳で国立ロサリオ大学芸術学部音楽学科に進学。
- 卒業後は大学で講師として働きながら、2000年33歳でCDデビューを果たす。
- プロモーションのため演奏旅行に訪れたカナダで後に妻となる日本人女性淳子（じゅんこ）に出会う。2か月滞在。英会話学校で出会う。
- 2003年、アルゼンチンで結婚、入籍。
- 2003年11月、妻の実家がある福岡県の両親への挨拶のために初来日。唐津焼を勉強したい妻の意志を優先し日本移住。
- 来日から1か月後、メールで知り合った日本人ギタリストの紹介で福岡のホール「あいれふホール」で演奏会を開く。
- 2009年、知り合いつのだたかしの勧めで東村山に移住。
- 写真の才能があり、演奏家仲間の口コミで広がり、色々なミュージシャンから依頼され、CDジャケットや演奏会用のチラシの写真を撮影している。
- サイクリングが趣味。